# Powiat Morawska Ostrawa
Powiat Morawska Ostrawa (cz. Politický okres Moravská Ostrava, niem. Politischer Bezirk Mährisch Ostrau) – dawny powiat (Bezirk) Austro-Węgier na terenie przedlitawskiej prowincji Moraw, a następnie czechosłowacki z siedzibą w Morawskiej Ostrawie, istniejący w latach 1900 do 1941. Obejmował 37,5% powierzchni dzisiejszego miasta Ostrawa, a także gminę Krmelín i gminę katastralną Stará Ves nad Ondřejnicí.

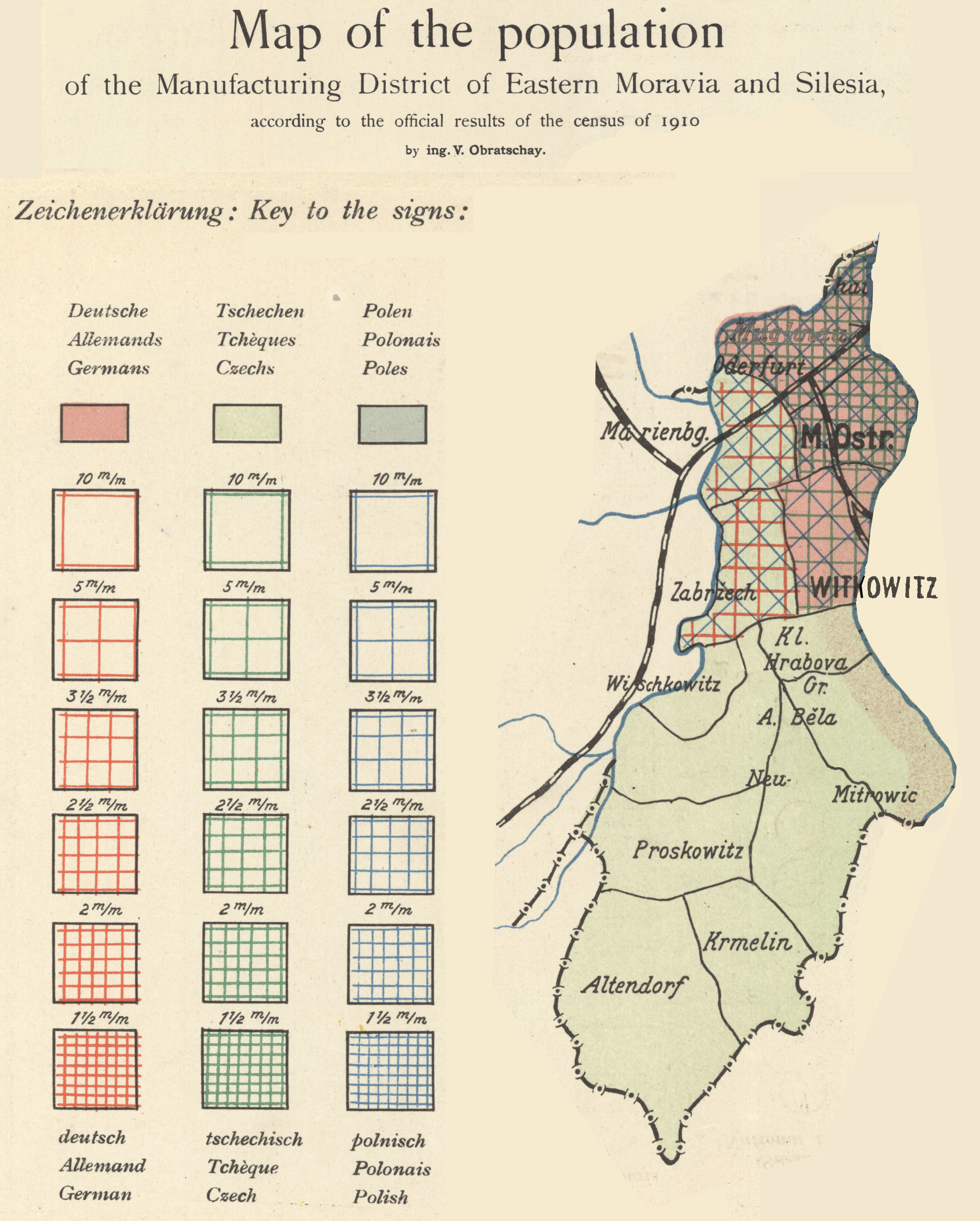
Ludność według podanego języka towarzyskiego w spisie w 1910 roku

Powiat powstał z usamodzielnienia powiatu sądowego (Gerichtsbezirk) z powiatu politycznego misteckiego w 1900 roku, obejmującego 14 gmin w morawskim klinie między Śląskiem Opawskim za rzeką Odrą na zachodzie a Śląskiem Cieszyńskim za rzeką Ostrawicą na wschodzie, natomiast na północy sąsiadował ze Śląskiem Pruskim (ziemia hulczyńska). Jako powiat wyróżniał się na tle wszystkich innych powiatów Czech i Moraw bardzo wysokim stopniem uprzemysłowienia (obejmował około ćwierć Zagłębia Ostrawsko-Karwińskiego) oraz największym odsetkiem ludności nie posługującej się ani językiem czeskim ani niemieckim, mianowicie polskim (ponad 10%), którzy masowo zaczęli przybywać tu za chlebem po kryzysie gospodarczym w latach 70. XIX, głównie z Galicji, kiedy dynamicznie odbudowywał się przemysł górniczy i hutniczy. Otwierano szereg nowoczesnych kopalń, a miejscowa ludność nie była już w stanie spełnić zapotrzebowanie na tanią siłę roboczą. Ulegali oni stosunkowo szybko czechizacji, szczególnie po tym jak na początku XX wieku wybuchł czesko-polski konflikt narodowościowy.
Po uzyskaniu przez Czechosłowację niepodległości powstała idea stworzenia Wielkiej Ostrawy. Projekt z 1919 przewidywał połączenie 15 gmin, w tym 7 najbardziej zurbanizowanych z powiatu Morawska Ostrawa (Przywóz, Witkowice, Mariánské Hory, Zábřeh nad Odrou z Hulvákami, Nová Ves, Hrabůvka). Po szeregu wydanych ustaw i rozwiązaniu szeregu punktów spornych o przynależność nowego tworu administracyjnego do Moraw lub Śląska projekt odchudzono tylko do tychże 7 morawskich gmin, które miały zostać połączone w jedno miasto o nazwie Morawska Ostrawa. Nowa ustawa weszła w życie 1 stycznia 1924. Nowe miasto miało 4029 hektarów i 113 709 mieszkańców. Poza miastem pozostało kilka rolniczych gmin. Od 1 grudnia 1928 powiat należał do ziemi morawsko-śląskiej.
W marcu 1939 roku powiat został włączony do Protektoratu Czech i Moraw. W 1941 do Morawskiej Ostrawy przyłączono Hrabovą, Novą Bělę, Starą Bělę i Výškovice z powiatu morawskoostrawskiego, a także powiat sądowy Śląskiej Ostrawy (Śląską Ostrawę, Hruszów, Kończyce Małe, Michałkowice, Muglinów i Radwanice) oraz Kończyce Wielkie z powiatu sądowego frydeckiego. Powiększona Morawska Ostrawa pozostała wszakże powiatem politycznym, w 1945 miastem statutowym, od 1946 pod nazwą Ostrava, ale teren dawnego powiatu politycznego Morawskiej Ostrawy został w 1941 zredukowany do powiatu sądowego o nazwie Moravská Ostrava – západ (Morawska Ostrawa – Zachód, po 1946 1946 Ostrava – západ), w większości podległy miastu (Morawskiej) Ostrawy, jedynie pozostałe poza miastem Proskovice, Stará Ves nad Ondřejnicí i Krmelín podległy powiatu misteckiemu. Powiat sądowy został ostatecznie zlikwidowany po dojściu komunistów do władzy w 1948.

## Ludność
| Dane ogólne | Dane ogólne       | Dane ogólne  | Dane ogólne        | Język potoczny / narodowość | Język potoczny / narodowość | Język potoczny / narodowość | Język potoczny / narodowość | Język potoczny / narodowość | Język potoczny / narodowość | Religia          | Religia     | Religia        | Religia   | Religia | Religia      |
| Rok         | Powierzchnia [ha] | Liczba domów | Liczba mieszkańców | czeska                      | niemiecka                   | polska                      | żydowska                    | inna                        | cudzoziemcy                 | rzymskokatolicka | ewangelicka | czechosłowacka | mojżeżowa | inna    | bez wyznania |
| ----------- | ----------------- | ------------ | ------------------ | --------------------------- | --------------------------- | --------------------------- | --------------------------- | --------------------------- | --------------------------- | ---------------- | ----------- | -------------- | --------- | ------- | ------------ |
| 1869        | 11 164            | ?            | 20 916             | –                           | –                           | –                           | –                           | –                           | –                           | 20 198           | 307         | –              | 410       | 1       | 0            |
| 1890        | 9 809             | 2 714        | 48 544             | 29 990                      | 12 512                      | [w rubryce inna]            | –                           | 3 579                       | ?                           | 45 001           | 1 289       | –              | 2 232     | 22      | 0            |
| 1900        | 9 938             | 4 128        | 87 126             | 46 532                      | 24 029                      | [w rubryce inna]            | –                           | 13 757                      | ?                           | 79 886           | 2 222       | –              | 4 985     | 33      | 0            |
| 1910        | 9 938             | 5 051        | 111 186            | 52 254                      | 43 246                      | 12 849                      | –                           | 57                          | 2 780                       | 101 625          | 3 229       | –              | 6 115     | 217     | 0            |
| 1921        | 9 938             | 5 622        | 123 227            | 83 423                      | 22 227                      | 1 440                       | 2 601                       | 114                         | 13 422                      | 96 789           | 5 274       | 3 714          | 6 872     | 529     | 10 049       |
| 1930        | 9 937             | 7 429        | 136 949            | 103 525                     | 21 914                      | 471                         | 2 267                       | 2 845                       | 8 665                       | 90 852           | 6 296       | 17 193         | 6 872     | 578     | 15 158       |

## Gminy
(według pierwszego spisu z 1900 roku)
- Altbiela, Bělá Stará
- Altendorf, Stará Ves
- Ellgoth, Lhotka (od 1901 Mariánské Hory/Marienberg)
- Großhrabowa, Hrabová Velká
- Kleinhrabowa, Hrabová Malá, auch Hraboůvka
- Krmelin, Krmelín
  - Althof, Starý Dvůr
  - Lichtenberg, Světlov
- Mährisch Ostrau, Ostrava Moravská
- Neubiela, Bělá Nová
  - Mitrowitz, Mitrovice
- Neudorf, Nová Ves
- Přivoz (od 1903 niemiecka nazwa Oderfurt)
- Proskowitz, Proskovice
- Wischkowitz, Viškovice
- Witkowitz, Vitkovice
- Zabřech, Zabřch